# ブライトン・アンド・ロッティンディーン海岸電気鉄道

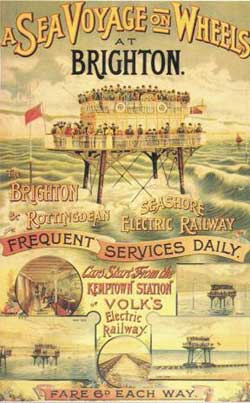
「車両で海旅行」という広告

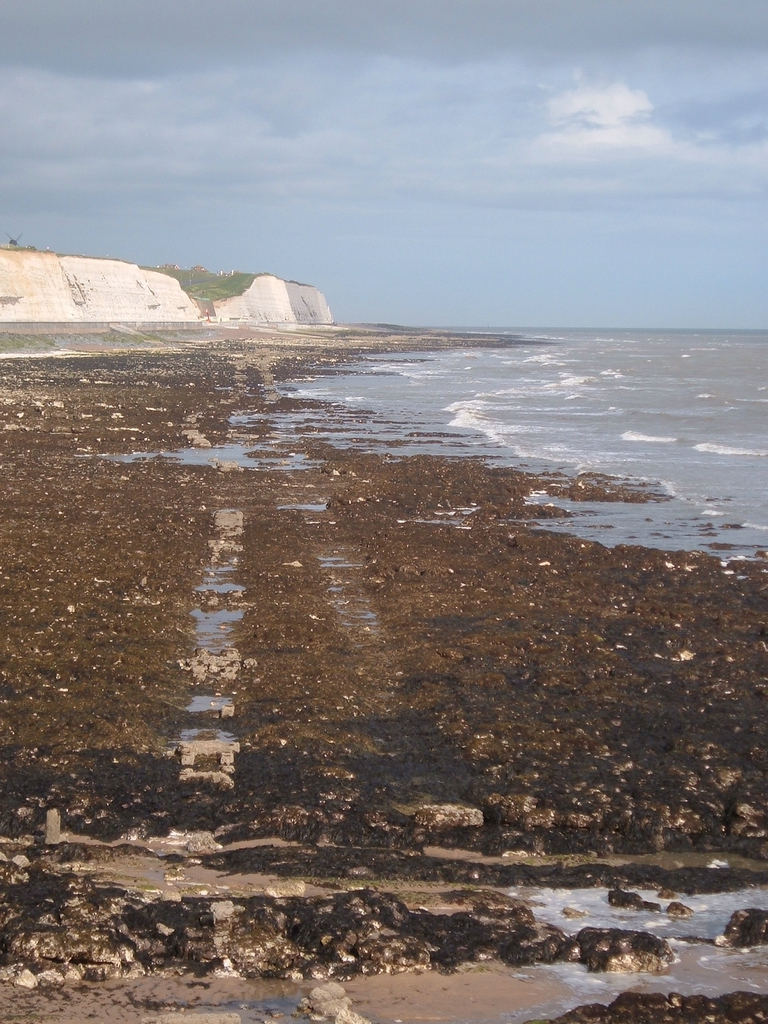
かつての路盤（2004年）

ブライトン・アンド・ロッティンディーン海岸電気鉄道（-かいがんでんきてつどう、英語: Brighton and Rottingdean Seashore Electric Railway）は、イングランド南部の町ブライトンにかつて存在した特徴的な鉄道。1896年から1901年の間運行され、イギリス海峡に面した海岸沿いを走っていた。同じくブライトンで運行されているヴォルクの電気鉄道の延伸計画としてマグヌス・ヴォルクが設計し、同鉄道の終着点だったパストン・プレイスからロッティンディーンまで運行された。この特徴的な鉄道は人気を博し1万人以上の乗客を乗せたが、海岸防衛上の懸念により廃線となった。

## 背景と建設工事
ヴォルクの電気鉄道で既に成功を収めていたマグヌス・ヴォルクは、東端のパストン・プレイスからの延伸計画を考えていた。しかし地形的に従来の鉄道を敷設するのは困難に思われたため、ヴォルクはパストン・プレイスからロッティンディーンまで、浅い海の上を鉄道で結ぶことを考えた。これはその後彼の息子ジョージ・ハーバート・ヴォルクが利用した飛行艇の拠点としても活用された。
鉄道自体はヴォルクの電気鉄道と同じ2 ft 8 1⁄2 in (825 mm)の複線で敷設され、一番外側の軌間は18 ft (5,486 mm)と定められた。また線路は海の上に設置されたコンクリートの路盤の上に敷設された。
車両は45ft × 22ft (13.7m × 6.7m)の寸法で、長さ23ft (7.0m)の長い脚に支えられていた。車両の重さは45ロングトン (50t)で、動力は垂直に配置された2機のゼネラル・エレクトリック社製電気モーター（25馬力）が担い、4つの台車のうち2つにウォームギヤを通じて繋がれていた。また残りの2つの台車にはロッドブレーキがつけられていた。また、運転台はアッパープロムナードデッキ（客席の天窓を囲む柵の部分）に設けられていた。
電気は当初鉛蓄電池から供給しようと考えられていたが、実際には線路脇に架けられた2本の電線から供給された。なお、構想段階では供給用の電線のみを架け、レールもしくは海（満潮時）に電流を流すという方式も検討されていた。発電所はロッティンディーン桟橋の下に設置され、ウィリアム・シッソン社製蒸気機関（100馬力）により500ボルトで50kWのダイナモを駆動するようになっていた。
この車両は公式にはパイオニア号と呼ばれていたが、ダディ・ロングレッグという通称で呼ばれていた。また現地の法律により資格を有した「船長」が常駐し、救命艇やその他の対策が施されていた。
建設工事は1894年から96年までの2年を要した。同年11月28日に開業したが、開業直後の12月4日に襲来した嵐により大きな被害を受けた。ヴォルクはすぐさま修復工事を開始し、横倒しになったパイオニア号も陸揚げして修理が行われた。またこの修理の際には脚部が2フィート延長されている。パイオニア号と鉄道の修理が完了すると、1897年7月20日から運行が再開した。そしてその年の終わりまでに合計44,282人の乗客がこの鉄道を利用した。

## 運行
この鉄道は非常に人気を博したが、同時に困難にも直面した。例えば満潮時に車両の速度が低下するという問題があったが、ヴォルクは資金不足のため対応ができなかった。また1900年には鉄道の近くに設置された水制により枕木の下が掘り返されていることがわかり、修理のため7月から8月にかけて鉄道が運行中止となってしまった。その直後には市議会が防波堤の建設を決め、鉄道に対して運行経路を変更するよう求めてきた。しかしヴォルクはその資金を有していなかったため、鉄道の運行終了が決まった。
1901年には実際に防波堤の建設工事が始まった。ヴォルクは同じ経路で高架橋を建設し再び運行を再開しようと考えたが、資金不足により断念せざるを得なかった。

## その後
鉄道に用いられた線路、車両、その他構造物は全て売却されるか解体されたが、2021年現在でも干潮時にはコンクリートの枕木が姿を表す。またヴォルクの電気鉄道は地上部で延伸され、現在でも運行が続いている。